# Debra Paget
Debra Paget, geboren als Debralee Griffin, (Denver, 19 augustus 1933) is een Amerikaanse actrice.

## Levensloop en carrière
Paget werd geboren in 1933 als een van de vijf kinderen van Frank H. en Margaret Griffin. Ook haar zussen Teala Loring (1922-2007) en Lisa Gaye (1935-2016) werden actrice. Paget maakte haar acteerdebuut in de film noir Cry of the City in 1948 naast Richard Conte en Shelley Winters. In 1949 speelde ze een klein rolletje in de komedie Mother Is a Freshman met Loretta Young.
In 1950 vertolkte ze een Indiaanse naast James Stewart in de succesrijke western Broken Arrow en in 1952 belichaamde ze Cosette naast onder meer Robert Newton in het drama Les Misérables. In de avonturenfilm Princess of the Nile (1954) nam ze de hoofdrol voor haar rekening. In 1956 had ze de rol van Lilia in het episch historisch drama The Ten Commandments. In datzelfde jaar kreeg ze ook een rol in de eerste film van Elvis Presley, de romantische western Love Me Tender.
Na nog veel meer films was de horrorfilm The Haunted Palace uit 1963 haar laatste. Haar laatste rol als actrice was te zien in 1965 op tv in de serie Burke's Law. Haar derde huwelijk (met miljonair Ling C. Kung) was aanleiding om te stoppen met acteren.
Paget is driemaal gehuwd en gescheiden. Haar tweede man was filmregisseur Budd Boetticher (na 21 dagen gingen ze alweer scheiden).
Vanaf 1965 woont zij in Houston.

## Filmografie (selectie)
- 1948 - Cry of the City (Robert Siodmak)
- 1949 - Mother Is a Freshman (Lloyd Bacon)
- 1949 - It Happens Every Spring (Lloyd Bacon)
- 1949 - House of Strangers (Joseph L. Mankiewicz)
- 1950 - Broken Arrow (Delmer Daves)
- 1950 - Fourteen Hours (Henry Hathaway)
- 1951 - Bird of Paradise (Delmer Daves)
- 1951 - Anne of the Indies (Jacques Tourneur)
- 1952 - Les Misérables (Lewis Milestone)
- 1952 - Stars and Stripes Forever (Henry Koster)
- 1954 - Prince Valiant (Henry Hathaway)
- 1954 - Demetrius and the Gladiators (Delmer Daves)
- 1956 - The Last Hunt (Richard Brooks)
- 1956 - The Ten Commandments (Cecil B. DeMille)
- 1956 - Love Me Tender (Robert D. Webb)
- 1957 - The River's Edge (Allan Dwan)
- 1957 - Omar Khayyam (William Dieterle)
- 1958 - From the Earth to the Moon (Byron Haskin)
- 1959 - Der Tiger von Eschnapur (Fritz Lang)
- 1959 - Das indische Grabmal (Fritz Lang)
- 1961 - Most Dangerous Man Alive (Allan Dwan)
- 1962 - Tales of Terror (Roger Corman) (episode The Facts in the Case of M. Valdemar)
- 1963 - The Haunted Palace (Roger Corman)

- Bibsys: 6038266
- Biblioteca Nacional de España: XX1306678
- Bibliothèque nationale de France: cb13898180h (data)
- Catàleg d'autoritats de noms i títols de Catalunya: 981058520278506706
- Gemeinsame Normdatei: 131532162
- International Standard Name Identifier: 0000 0000 5939 2943
- Library of Congress Control Number: n78092246
- Nationale Bibliotheek van Tsjechië: xx0181764
- Nationale Bibliotheek van Israël: 987007436893105171
- Nederlandse Thesaurus van Auteursnamen: 334157706
- SNAC: w6v13pxf
- Système universitaire de documentation: 074254960
- Virtual International Authority File: 69116474
- WorldCat: E39PBJpjfjmdRY4hxGvrqgCG73